# De locis sanctis
De locis sanctis (Sui luoghi santi) è un'opera del monaco irlandese Adamnano, che ne consegnò una copia al suo discepolo, il sovrano Aldfrith di Northumbria, nel 698. Essa si basa sulle testimonianze personali di viaggio del monaco franco Arculfo in Terrasanta, grazie alle quali, insieme ad altre fonti, Adamnano poté creare un'opera descrittiva in tre libri, riguardanti Gerusalemme, Betlemme e altri luoghi della Palestina, oltre ad alcuni cenni su Alessandria d'Egitto e Costantinopoli.
La prima edizione a stampa del trattato vide la luce a Ingolstadt, nel 1619.

## Contenuto
Il primo libro riguarda il resoconto delle esperienze di viaggio di Arculfo durante i nove mesi trascorsi a Gerusalemme, intorno al 690, e ha come argomento le descrizioni del "Sepolcro di Nostro Signore e della Chiesa del Santo Sepolcro, la cui forma - scrive Adamnano - mi è stata descritta da Arculfo stesso su una tavoletta di cera". Adamnano fa menzione della Basilica di Costantino e altre meraviglie come la colonna che, secondo le leggende di allora, segnava il centro della Terra. Arculfo vide personalmente anche molte reliquie come la Sacra Sindone e l'albero di fico sul quale si sarebbe impiccato Giuda Iscariota. Visitò la Basilica del Monte Sion, il Monte degli Ulivi e il sepolcro dove sarebbe stato seppellito Lazzaro a Betania.
Il secondo libro inizia con il viaggio di Arculfo a Betlemme e la sua visita alla chiesa dedicata alla Madonna situata sopra la grotta della Natività e ad altre chiese contenenti le tombe del Re Davide, di San Girolamo e persino dei pastori che si recarono ad adorare Gesù Bambino. Arculfo visitò inoltre la tomba di Rachele, 10 km a ovest di Gerusalemme. L'autore fa poi una breve menzione delle rovine di Hebron e Gerico e delle tombe dei quattro Patriarchi (Abramo, Isacco, Giacobbe e Adamo) ad Arba, e della quercia di Abramo, quindi riferisce di Galgala e della chiesa contenente le dodici pietre delle dodici tribù di Israele. Il viaggio prosegue lungo il corso del fiume Giordano, dove Arculfo vede il luogo dove Giovanni Battista battezzò Cristo e la piccola chiesa sorta nel punto in cui Gesù lasciò i suoi vestiti al momento di immergersi nell'acqua: là nei pressi era stato eretto un monastero e un altro edificio sacro dedicato a S. Giovanni Battista. Arculfo vide quindi il Mar Morto e le due fonti del Giordano, chiamate "Jor" e "Dan", il mare di Galilea e il pozzo dove Gesù incontrò la donna samaritana. A Nazaret visitò la Chiesa dell'Annunciazione. Arculfo viene poi accompagnato da una guida, un certo Petrus, un eremita della Borgogna, sul Monte Tabor in Galilea, quindi nel libro seguono brevi allusioni alle città di Damasco e di Tiro. Il narratore lascia poi Gerusalemme e, dopo un viaggio durato quaranta giorni, raggiunge Alessandria, dove visita la chiesa che contiene la tomba dell'evangelista Marco.
Il terzo libro, più breve dei precedenti, fa un veloce accenno al passaggio di Arculfo, attraverso Creta, a Costantinopoli, dove rimase da Natale a Pasqua. Arculfo cita le reliquie della Vera Croce e le leggende di Giorgio il Confessore, aggiunge una postilla sull'isola di Vulcano situata a est della Sicilia, quindi conclude abbastanza bruscamente con un breve epilogo.
Il De locis sanctis di Arculfo e Adamnano fu ampiamente copiato e letto in tutta l'Europa occidentale: Beda il Venerabile cita l'itinerario di Arculfo nella sua Historia ecclesiastica gentis Anglorum e ne fa la base del suo trattato sui luoghi santi.